# Elçin Sangu
Elçin Sangu (Smirne, 13 agosto 1985) è un'attrice e modella turca.
Tra le personalità dello spettacolo più pagate del proprio paese, è nota per il ruolo di Defne nella serie televisiva Kiralık Aşk (2015–2017). Tale interpretazione le ha valso numerosi premi, tra cui tre Golden Butterfly Awards. È inoltre apparsa nelle serie Öyle Bir Geçer Zaman ki (2011), Aşk Kaç Beden Giyer (2012–2013), Bir Aşk Hikâyesi (2013–2014), Kurt Seyit ve Şura (2014) e Sevdam Alabora (2015).

## Biografia
Nata a Smirne all'interno di una famiglia di etnia adighè, si laurea in opera presso l'Università di Mersin.
Ottiene il suo primo ruolo di rilievo nel 2011, quando interpreta Jale nella serie televisiva Öyle Bir Geçer Zaman ki. Seguiranno poi i ruoli di Nehir ed Eda, rispettivamente nelle serie Aşk Kaç Beden Giyer e Bir Aşk Hikâyesi (adattamento del serial sudcoreano Mi-anhada, saranghanda). Nel 2014 è inclusa nel cast di Kurt Seyit ve Şura, mentre negli anni successivi è protagonista in Sevdam Alabora e Kiralık Aşk. Quest'ultima interpretazione, in particolare, è acclamata dalla critica e le vale numerosi premi a livello nazionale.
Nell'agosto del 2017 compie il suo esordio cinematografico, affiancando Bariş Arduç in Mutluluk Zamanı di Şenol Sönmez.

## Filmografia

### Cinema
- Mutluluk Zamani, regia di Şenol Sönmez (2017)
- 9 vite come Leyla (9 Kere Leyla), regia di Ezel Akay (2020)

### Televisione
- Sen de Gitme - serie TV, episodio 2x20 (2012)
- Ask Kaç Beden Giyer - serie TV (2012)
- Öyle Bir Geçer Zaman ki - serie TV, 8 episodi (2013)
- Bir Ask Hikayesi - serie TV, 36 episodi (2013-2014)
- La ragazza e l'ufficiale (Kurt Seyit ve Şura) - serie TV, 20 episodi (2014)
- Sevdam Alabora, regia di Aydin Bulut - miniserie TV (2015)
- Kiralık Aşk - serie TV, 69 episodi (2015-2017)
- Immortals (Yasamayanlar), regia di Alphan Eseli - miniserie TV (2018)
- Çarpışma - serie TV, 24 episodi (2018-2019)
- Iyi Günde Kötü Günde - serie TV, 6 episodi (2020)
- Yalancilar Ve Mumlari - serie TV, 5 episodi (2021)
- Çöp Adam - serie TV, 30 episodi (2022-2023)